# Eric J. Nestler

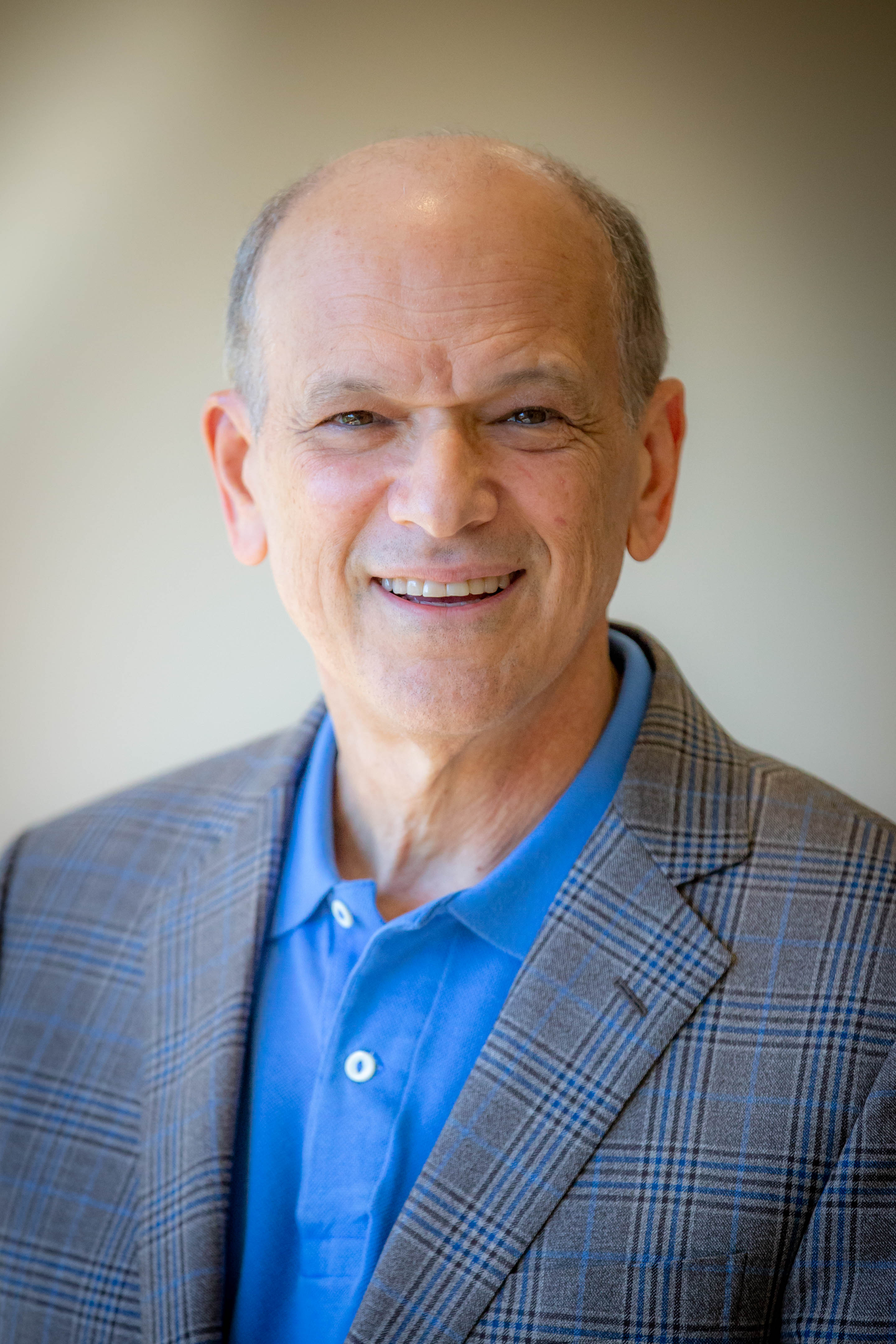
Eric J. Nestler, 2018

Eric Jonathan Nestler (* 8. Juli 1954) ist ein Neurowissenschaftler, Pharmakologe und Psychiater. Er ist Dekan für akademische und wissenschaftliche Angelegenheiten an der Mount Sinai School of Medicine in New York City und Direktor des dortigen Friedman Brain Institute.
Nestler erwarb an der Yale University in New Haven, Connecticut, einen Ph.D. und einen M.D., letzteren als Abschluss des Medizinstudiums. Seine Facharztausbildung zum Psychiater und Pharmakologen absolvierte er am McLean Hospital in Belmont (bei Boston, Massachusetts) und den Krankenhäusern der Yale University. Bevor er an die Mount Sinai School of Medicine ging, war er von 1987 bis 2000 Professor an der Yale University und von 2000 bis 2008 am University of Texas Southwestern Medical Center in Dallas, Texas. 1987 wurde er Forschungsstipendiat der Alfred P. Sloan Foundation (Sloan Research Fellow).
Nestler befasst sich mit den molekularen Grundlagen von Abhängigkeit und Depression. Anhand von Tiermodellen identifiziert er Mechanismen, über die der Gebrauch abhängigmachender Substanzen oder Stress (darunter social defeat, etwa „soziale Niederlage“) das Gehirn verändern und zu Symptomen der Abhängigkeit und Depression führen. Hauptaugenmerk liegt dabei auf den Änderungen der Transkription, Genexpression und Chromatinstruktur (im Sinne epigenetischer Veränderungen) in den Belohnungsstrukturen des Gehirns, wie dem mesolimbischen System.
Eric Nestler ist seit 1998 Mitglied des Institute of Medicine, seit 2003 Fellow der American Association for the Advancement of Science und seit 2005 Mitglied der American Academy of Arts and Sciences. Er erhielt 1998 den Pasarow Foundation Award for Neuropsychiatric Research, 2004 einen Bristol-Myers Squibb Award, 2008 den Neuronal Plasticity Prize der Fondation Ipsen, 2010 den Sarnat-Preis der National Academy of Medicine und für 2010/2011 den Anna-Monika Prize der Anna-Monika-Stiftung. 2011 wurde er Ehrendoktor der Universität Uppsala in Schweden. Im Jahr 2017 wurde er von seiner Alma Mater, mit der Wilbur Cross Medal ausgezeichnet. 2025 wurde Nestler zum Mitglied der National Academy of Sciences gewählt.